# Hydromedion anomocerum
Hydromedion anomocerum is een keversoort uit de familie Perimylopidae. De wetenschappelijke naam van de soort is voor het eerst geldig gepubliceerd in 1885 door Fairmaire.